# Lista recordurilor olimpice la înot
Lista recordurilor olimpice la înot.

## Masculin
| Disciplină       | Sportivul                          | Naționalitate              | Timpul   | Data               | Locul  |
| ---------------- | ---------------------------------- | -------------------------- | -------- | ------------------ | ------ |
| 50 m craul       | Cesar Cielo Filho                  | Brazilia                   | 00:21,30 | 16. August 2008    | Peking |
| 100 m craul      | Eamon Sullivan                     | Australia                  | 00:47,05 | 13. August 2008    | Peking |
| 200 m craul      | Michael Phelps                     | Statele Unite ale Americii | 01:42,96 | 12. August 2008    | Peking |
| 400 m craul      | Ian Thorpe                         | Australia                  | 03:40,59 | 16. September 2000 | Sydney |
| 1500 m craul     | Grant Hackett                      | Australia                  | 14:38,92 | 15. August 2008    | Peking |
| 100 m spate      | Aaron Peirsol                      | Statele Unite ale Americii | 00:52,54 | 12. August 2008    | Peking |
| 200 m spate      | Ryan Lochte                        | Statele Unite ale Americii | 01:53,94 | 15. August 2008    | Peking |
| 100 m bras       | Kosuke Kitajima                    | Japonia                    | 00:58,91 | 11. August 2008    | Peking |
| 200 m bras       | Kosuke Kitajima                    | Japonia                    | 02:07,64 | 14. August 2008    | Peking |
| 100 m fluture    | Michael Phelps                     | Statele Unite ale Americii | 00:50,58 | 16. August 2008    | Peking |
| 200 m fluture    | Michael Phelps                     | Statele Unite ale Americii | 01:52,03 | 13. August 2008    | Peking |
| 200 m combinat   | Michael Phelps                     | Statele Unite ale Americii | 01:54,23 | 15. August 2008    | Peking |
| 400 m combinat   | Michael Phelps                     | Statele Unite ale Americii | 04:03,84 | 10. August 2008    | Peking |
| 4×100 m craul    | Phelps, Weber-Gale, Jones, Lezak   | Statele Unite ale Americii | 03:08,24 | 11. August 2008    | Peking |
| 4×200 m craul    | Phelps, Lochte, Berens, Vanderkaay | Statele Unite ale Americii | 06:58,56 | 13. August 2008    | Peking |
| 4x100 m combinat | Peirsol, Hansen, Phelps, Lezak     | Statele Unite ale Americii | 03:29.34 | 17. August 2008    | Peking |

## Feminin
| Disciplină       | Sportiva                                  | Naționalitate              | Timpul   | Data               | Locul  |
| ---------------- | ----------------------------------------- | -------------------------- | -------- | ------------------ | ------ |
| 50 m craul       | Britta Steffen                            | Germania                   | 00:24,06 | 17. August 2008    | Peking |
| 100 m craul      | Britta Steffen                            | Germania                   | 00:53,12 | 15. August 2008    | Peking |
| 200 m craul      | Federica Pellegrini                       | Italia                     | 01:54,82 | 13. August 2008    | Peking |
| 400 m craul      | Federica Pellegrini                       | Italia                     | 04:02,19 | 10. August 2008    | Peking |
| 800 m craul      | Rebecca Adlington                         | Regatul Unit               | 08:14,10 | 16. August 2008    | Peking |
| 100 m spate      | Kirsty Coventry                           | Zimbabwe                   | 00:58,77 | 11. August 2008    | Peking |
| 200 m spate      | Kirsty Coventry                           | Zimbabwe                   | 02:05.24 | 16. August 2008    | Peking |
| 100 m bras       | Leisel Jones                              | Australia                  | 01:05,17 | 12. August 2008    | Peking |
| 200 m bras       | Rebecca Soni                              | Statele Unite ale Americii | 02:20,22 | 15. August 2008    | Peking |
| 100 m fluture    | Inge de Bruijn                            | Țările de Jos              | 00:56,61 | 17. September 2000 | Sydney |
| 200 m fluture    | Liu Zige                                  | China                      | 02:04,18 | 14. August 2008    | Peking |
| 200 m combinat   | Stephanie Rice                            | Australia                  | 02:08,45 | 13. August 2008    | Peking |
| 400 m combinat   | Stephanie Rice                            | Australia                  | 04:29,45 | 10. August 2008    | Peking |
| 4×100 m craul    | Dekker, Kromowidjojo, Heemskerk, Veldhuis | Țările de Jos              | 03:33,76 | 10. August 2008    | Peking |
| 4×200 m craul    | Rice, Barratt, Palmer, Mackenzie          | Australia                  | 07:44,31 | 14. August 2008    | Peking |
| 4x100 m combinat | Seebohm, Jones, Schipper, Trickett        | Australia                  | 03:52.69 | 17. August 2008    | Peking |